# هرانمر
هرانمر، روستایی در دهستان هندمینی بخش هندمینی شهرستان بدره در استان ایلام ایران است.

## جمعیت
بر پایه سرشماری عمومی نفوس و مسکن در سال ۱۳۹۵، جمعیت این روستا برابر با ۷۵ نفر (۲۲ خانوار) بوده‌است.